# A. Peter Bailey
A. Peter Bailey (sinh ngày 24 tháng 2 năm 1938) là nhà báo, tác giả và giảng viên người Mỹ. Ông là cộng sự của Malcolm X và là thành viên của Tổ chức Thống nhất người Mỹ gốc Phi.

## Tiểu sử
Alfonzo Peter Bailey chào đời tại Columbus, Georgia, vào ngày 24 tháng 2 năm 1938, và lớn lên ở Tuskegee, Alabama. Ông gia nhập Lục quân Mỹ từ năm 1956 đến năm 1959, và theo học tại Đại học Howard cho đến năm 1961.
Năm 1962, Bailey chuyển đến sinh sống tại Harlem. Tháng 6 năm đó, ông được nghe buổi nói chuyện của Malcolm X gần Nhà thờ Hồi giáo số 7. Khi Malcolm X rời  khỏi nhóm Quốc gia Hồi giáo vào năm 1964, Bailey trở thành sáng lập viên của Tổ chức Thống nhất người Mỹ gốc Phi của mình. Bailey từng là biên tập viên bản tin của nhóm có tựa đề Blacklash. Ông tình nguyện làm người hộ tang trong đám tang của Malcolm X vào năm 1965.
Bailey từng là phó tổng biên tập tờ nguyệt san Ebony từ năm 1968 đến 1975. Ông là phó giám đốc của Liên minh Sân khấu kịch Đen (BTA) từ năm 1975 đến năm 1981, và đảm nhận công việc chủ trì Bản tin BTA.
Năm 1998, ông viết cuốn sách nhan đề Seventh Child: A Family Memoir of Malcolm X cùng với cháu trai của Malcolm X là Rodnell Collins. Ông chấp bút viết quyển Revelations: The Autobiography of Alvin Ailey ra mắt năm 1995 dựa trên các cuộc phỏng vấn mà ông đã thực hiện với biên đạo múa trong những năm trước khi ông này qua đời vào năm 1989. Năm 2013, Bailey có viết một cuốn hồi ký có tựa đề Witnessing Brother Malcolm X: The Master Teacher.
Bailey đã đóng góp nhiều bài viết cho tờ The Black Collegian, Black Enterprise, Black World, Essence, Jet, The Negro Digest, New York Daily News và The New York Times. Ông còn viết chuyên mục hai tháng một lần cho tờ Trice-Edney Wire Service.
Bailey từng thuyết trình về Malcolm X tại ba chục trường đại học và viện đại học, và giảng dạy với tư cách là giáo sư trợ giảng tại Trường Đại học Hunter, Đại học Đặc khu Columbia và Đại học Thịnh vượng chung Virginia.

## Tác phẩm
- Harlem: Precious Memories, Great Expectations. ISBN 978-0-9726958-0-0.
- Revelations: The Autobiography of Alvin Ailey with Alvin Ailey. ISBN 978-1-55972-255-1.
- Seventh Child: A Family Memoir of Malcolm X with Rodnell P. Collins. ISBN 978-1-55972-491-3.
- Witnessing Brother Malcolm X: The Master Teacher. ISBN 978-1-62550-039-7.